# Championnat d'Algérie masculin de handball 1996-1997
Navigation
Saison 1995-1996 Saison 1997-1998
La saison 1996-1997 du Championnat d'Algérie masculin de handball est la 34e édition de la compétition.
Elle est remportée pour la dixième fois par le MC Alger.

## Résultats

### Première phase
Cette phase a lieu du 14 novembre 1996 au 14 avril 1997.
La 9e journée, qui marque la fin des matchs aller, est disputée le jeudi 30 janvier 1997 :
- MM Batna bat ERC Alger 24-15
- UST Oran - MC Alger reporté
- WA Rouiba - NA Hussein Dey 14-14
- CS Constantine - Nadit Alger 21-21
- MC Oran - SR Annaba 23-19.

Le classement de la phase aller est alors :
1. MM Batna 24 pts, champion d'hiver
2. MC Alger 21 pts (1 match en retard)
3. SR Annaba 18 pts
4. ERC Alger 16 pts
5. MC Oran 14 pts
6. WA Rouiba 14 pts
7. NA Hussein Dey 13 pts
8. Nadit Alger 4 pts
9. CS Constantine 4 pts
10. UST Oran 0 pt (1 match en retard).

La 10e journée est disputée le lundi 3 février 1997. En matchs en retard, disputés le jeudi 20 mars 1997, on trouve, :
- Nadit Alger - NA Hussein Dey 25-22
- MSP Batna - SR Annaba 20-16
- MC Oran - WA Rouiba, à nouveau reporté.

La 11e journée est disputée le vendredi 14 février 1997 :
- MC Alger bat MC Oran 23 à 20
- SR Annaba bat ERC Alger 28 à 23
- UST Oran bat CS Constantine 21 à 20
- Nadit Alger battu WA Rouiba 19 à 21
- NAHD - MM Batna (reporté)

La 12e journée est disputée le lundi 17 février 1997, :
- à Aïn Taya (14h00) : WA Rouiba - MC Alger 14-19
- à Aïn Taya (15h30) : ERC Alger - NADIT Alger 19-14
- à Oran (14h00) : MC Oran bat UST Oran ??-??
- à Aïn Bénian (14h00) : NAHD - SR Annaba 22-18
- à Constantine (14h00) : CS Constantine - MM Batna : reporté a cause de la participation du MM Batna à la Coupe d'Afrique des clubs champions.

La 18e et dernière journée de la première phase du championnat national est disputée le lundi 14 avril 1997 :
- SR Annaba bat MC Oran par forfait
- Nadit Alger et CS Constantine 19-19
- MC Alger bat UST Oran  28-18
- NA Hussein-dey bat WA Rouiba 20-15
- ERC Alger battu par MM Batna 18-22

Le classement final au 14 avril 1997 est alors :
1. MM Batna 46 pts.
2. MC Alger 44 pts.
3. SR Annaba 37 pts
4. NA Hussein-Dey 34 pts.
5. ERC Alger 30 pts.
6. WA Rouiba 22 pts.
7. MC Oran 17 pts (-1pt à cause du forfait).
8. Nadit Alger 13 pts.
9. UST Oran 6 pts.
10. CS Constanitine 5 pts.

Finalement, au terme de cette phase, le MC Alger, le SR Annaba, le MM Batna et le NA Hussein Dey sont qualifiés pour le play-off. Les six autres équipes jouent le play-down.

### Play-off
Le tournoi décisif pour le titre du champion d'Algérie 1996-1997 s'est déroulé à Béjaïa les 9, 10 et 11 juillet 1997 :
- 1re journée :
  - NA Hussein Dey est battu par MM Batna 21 - 28
  - MC Alger bat SR Annaba 14 - 9
- 2e journée :
  - NA Hussein Dey est battu par MC Alger 20 - 29
  - SR Annaba est battu par MM Batna 21 - 22
- 3e journée :
  - SR Annaba bat NA Hussein Dey 28 - 26
  - MM Batna est battu par MC Alger 13 - 18 (mi-temps 6-8).

Vainqueur du tournoi avec trois victoires en trois matchs, le MC Alger est champion d'Algérie 1996-1997.

### Play-down
Alors que les rencontres du play-down devaient initialement se dérouler au cours de quatre tournois, la Fédération algérienne de handball a décidé, avec l'accord des six clubs classés de la 5e à la 10e place de la première phase, de jouer les play-down sous forme d'un seul tournoi du 13 au 16 mai dans les salles de Boumerdès et d'Aïn Taya afin de faire face aux difficultés financières dont souffrent les différentes formations.
Le programme des rencontres est :
- mardi 13 mai 1997 :
  - A Boumerdès à 15h00 : WA Rouiba - MC Oran
  - A Boumerdès à 16h30 : CS Constantine - ERC Alger
  - à Aïn Taya : 16h00 : Nadit Alger - UST Oran
- Mercredi 14 mai 1997 :
  - A Boumerdès à 10h00: Nadit Alger - WA Rouiba
  - A Boumerdès à 11h30 : UST Oran - ERC Alger
  - A Boumerdès à 16h00 : CS Constantine - Nadit Alger
  - A Boumerdès à 17h30 : ERC Alger- MC Oran
  - à Aïn Taya à 10h00 : MC Oran - CS Constantine
  - à Aïn Taya à 17h30 : WA Rouiba - UST Oran
- Jeudi 15 mai 1997 :
  - A Boumerdès à 16h00: MC Oran - UST Oran
  - A Boumerdès à 17h30 : WA Rouiba - CS Constantine
  - à Aïn Taya à 17h30 : Nadit Alger - ERC Alger
- Vendredi 16 mai 1997 :
  - à Aïn Taya à 10h00: UST Oran - CS Constantine
  - A Boumerdès à 10h00 : MC Oran - Nadit Alger
  - A Boumerdès à 11h30 : ERC Alger - WA Rouiba.

Les résultats ne sont pas connus.

## Champion d'Algérie 1996-1997
| Champion d'Algérie 1996-1997 MC Alger 10e titre |